# Fadogia rostrata
Fadogia rostrata är en måreväxtart som beskrevs av Robyns. Fadogia rostrata ingår i släktet Fadogia och familjen måreväxter.
Artens utbredningsområde är Benin. Inga underarter finns listade i Catalogue of Life.